# Anna Hermann
Anna Maria Hermann-Hilton (Lidingö, 17 de febrero de 1963) es una jinete sueca que compitió en la modalidad de concurso completo.
Ganó dos medallas en el Campeonato Europeo de Concurso Completo, oro en 1993 y plata en 1997, en la prueba por equipos.

## Palmarés internacional
| Campeonato Europeo | Campeonato Europeo            | Campeonato Europeo | Campeonato Europeo |
| Año                | Lugar                         | Medalla            | Categoría          |
| ------------------ | ----------------------------- | ------------------ | ------------------ |
| 1993               | Utting am Ammersee (Alemania) | Medalla de oro     | Por equipos        |
| 1997               | Burghley (Reino Unido)        | Medalla de plata   | Por equipos        |